# Tito Mboweni
Tito Titus Mboweni, né le 16 mars 1959 à Tzaneen et mort le 12 octobre 2024 à Johannesbourg, est un homme politique et économiste sud-africain.
Il est député, ministre du Travail dans le gouvernement de Nelson Mandela de 1994 à 1998 puis, de 1999 à 2009, gouverneur de la Banque centrale sud-africaine (et le premier Sud-Africain noir à ce poste) ainsi que le ministre des Finances dans le gouvernement du président Cyril Ramaphosa de 2018 à 2021.
Tito Mboweni est un membre fondateur de Mboweni Brothers Investment Holdings et un ancien conseiller international de Goldman Sachs International. Il est nommé directeur non exécutif pour l'Afrique du Sud à la Nouvelle Banque de développement (Banque de développement des BRICS).

## Biographie
Cadet d'une famille de trois enfants, Tito Mboweni est né le 16 mars 1959 en Afrique du Sud. Il a grandi à Tzaneen située dans le nord de la province du Transvaal (actuelle province du Limpopo). Il a fréquenté l'Université du Nord entre 1979 et 1980, où il s'est inscrit pour une licence de commerce. Il n'a cependant pas terminé ses études et a quitté l'Afrique du Sud pour s'exiler en 1980 afin de participer à la lutte contre l'apartheid.
En exil au Lesotho, Tito Mboweni a rejoint le Congrès national africain (ANC) et a été un militant du parti à de nombreux titres. Il a obtenu une licence en économie et en sciences politiques de l'Université nationale du Lesotho en 1985 puis en 1988, a obtenu une maîtrise en économie du développement de l'Université d'East Anglia en Angleterre.
De retour en Afrique du Sud, Tito Mboweni, déjà directeur adjoint du département de la politique économique de l'ANC et membre de son Comité exécutif national, est nommé ministre du Travail en mai 1994 dans le gouvernement d'union nationale de Nelson Mandela, fonction qu'il occupe jusqu'en juillet 1998. En tant que ministre du Travail, Mboweni a été l'architecte de la nouvelle législation du travail post-apartheid de l'Afrique du Sud, qui a développé la négociation collective et fondé des tribunaux spécialisés en droit du travail. Il est devenu l'un des futurs leaders mondiaux du Forum économique mondial en 1995.
En 1997, Tito Mboweni est aussi nommé à la tête du département politique de l'ANC, chargé de gérer les processus politiques de l'ANC. En rejoignant la Banque centrale sud-africaine en juillet 1998, il démissionne de tous les postes qu'il avait occupés au sein de l'ANC et au gouvernement. Tito Mboweni est alors le premier conseiller noir du gouverneur, le Dr Chris Stals, auquel il succède le 8 août 1999. À cette fonction, Tito Mboweni a supervisé le lancement de la politique de ciblage de l'inflation pour aider la banque à atteindre la stabilité des prix et a fait face à la chute du rand due aux événements mondiaux et locaux.
Au cours de son mandat, Tito Mboweni a été nommé professeur honoraire d'économie à l'Université d'Afrique du Sud de 2000 à 2003 et est élu chancelier de l'Université du Nord-Ouest le 23 février 2002. L'Université de Stellenbosch l'a nommé professeur extraordinaire d'économie pour la période du 1er avril 2002 au 31 mars 2005.
En juin 2010, Tito Mboweni a été nommé conseiller international de Goldman Sachs International, où il a fourni des conseils stratégiques à l'entreprise sur les opportunités de développement commercial, avec un accent particulier sur l'Afrique du Sud et l'Afrique subsaharienne. Tito Mboweni a été président du producteur de lingots AngloGold Ashanti, entre autres mandats d'administrateur de sociétés.
Le 9 octobre 2018, le président Cyril Ramaphosa a nommé Mboweni ministre des Finances de la République d'Afrique du Sud, poste qu'il a occupé jusqu'à sa démission le 5 août 2021.
En janvier 2020, Tito Mboweni est devenu le premier membre d'un cabinet sud-africain, depuis la fin de l'apartheid, à proposer que l'Afrique du Sud et le Lesotho soient unis en un État fédéral. Les réactions à cette proposition dans les deux pays ont été en partie négatives et en partie positives.
En août 2020, le président Cyril Ramaphosa à rappeler à l'ordre, Tito Mboweni pour ses commentaires sur Twitter concernant le limogeage du gouverneur de la banque centrale de Zambie, Denny Kalyalya[pas clair]. Dans un communiqué, la présidence a expliqué que « dans l’un de ses tweets, le ministre Tito Mboweni promet de mobiliser si l’on ne lui donne pas les raisons pour lesquelles le gouverneur de la banque centrale de Zambie, a été limogé, invoquant la nécessité de l’indépendance de la banque centrale.
Réélu au parlement en 2019 sur la liste de l'ANC, il démissionne de l'Assemblée nationale le 1er février 2022, mettant un terme à sa carrière parlementaire.
Tito Mboweni Mboweni est décédé dans un hôpital de Johannesburg le 12 octobre 2024, des suites d'une courte maladie. Il avait 65 ans.